# زنوزق
زنوزق هي قرية في مقاطعة مرند، إيران. عدد سكان هذه القرية هو 1,567 في سنة 2006.